# Кубок УРСР з футболу 1972
20-й розіграш кубка УРСР з футболу проходив у листопаді 1972 року. У турнірі брали участь 27 команд.
До фіналу пройшли «Шахтар» (Донецьк) і «Автомобіліст» (Житомир). У вирішальному поєдинку житомирські футболісти здобули перемогу з мінімальним рахунком.

## 1/16 фіналу
Матчі першого етапу відбулися 4-го листопада, а додатковий поєдинок між івано-франківським «Спартаком» і «Локомотивом» із Вінниці — наступного дня.
| Місто             | Команда                      | Рахунок  | Команда                    |
| ----------------- | ---------------------------- | -------- | -------------------------- |
| Івано- Франківськ | «Спартак» (Івано-Франківськ) | 2:2, 0:1 | «Локомотив» (Вінниця)      |
| Чернівці          | «Буковина» (Чернівці)        | 3:1      | «Говерла» (Ужгород)        |
| Луцьк             | СК (Луцьк)                   | 0:1      | «Таврія» (Сімферополь)     |
| Севастополь       | «Авангард» (Севастополь)     | 2:1      | «Суднобудівник» (Миколаїв) |
| Горлівка          | «Шахтар» (Горлівка)          | 5:3      | «Шахтар» (Макіївка)        |
| Хмельницький      | «Динамо» (Хмельницький)      | 1:3      | «Будівельник» (Тернопіль)  |
| Кіровоград        | «Зірка» (Кіровоград)         | 1:2      | «Металург» (Маріуполь)     |
| Суми              | «Фрунзенець» (Суми)          | 3:1      | «Шахтар» (Кадіївка)        |
| Полтава           | «Будівельник» (Полтава)      | 1:0      | «Хімік» (Житомир)          |
| Київ              | СК (Чернігів)                | 4:3      | «Локомотив» (Херсон)       |
| Рівне             | «Авангард» (Рівне)           | 1:3      | «Автомобіліст» (Житомир)   |

## 1/8 фіналу
Матчі другого етапу відбулися 8-го листопада.
| Місто       | Команда                   | Рахунок | Команда                  |
| ----------- | ------------------------- | ------- | ------------------------ |
| Вінниця     | «Локомотив» (Вінниця)     | 3:0     | «Буковина» (Чернівці)    |
| Сімферополь | «Таврія» (Сімферополь)    | 2:0     | «Авангард» (Севастополь) |
| Горлівка    | «Шахтар» (Горлівка)       | 3:4     | «Шахтар» (Донецьк)       |
| Тернопіль   | «Будівельник» (Тернопіль) | 0:3     | «Кривбас» (Кривий Ріг)   |
| Суми        | «Фрунзенець» (Суми)       | 5:0     | «Металіст» (Харків)      |
| Полтава     | «Будівельник» (Полтава)   | 2:0     | «Металург» (Запоріжжя)   |
| Житомир     | «Автомобіліст» (Житомир)  | 2:1     | СК (Чернігів)            |
| Маріуполь   | «Металург» (Маріуполь)    | 0:1     | «Чорноморець» (Одеса)    |

## 1/4 фіналу
Матчі третього етапу відбулися 12-го листопада, а додатковий поєдинок між командами «Чорноморець» (Одеса) і «Фрунзенець» (Суми) — наступного дня.
| Місто      | Команда                  | Рахунок  | Команда                 |
| ---------- | ------------------------ | -------- | ----------------------- |
| Донецьк    | «Шахтар» (Донецьк)       | 5:2      | «Таврія» (Сімферополь)  |
| Кривий Ріг | «Кривбас» (Кривий Ріг)   | 0:1      | «Локомотив» (Вінниця)   |
| Житомир    | «Автомобіліст» (Житомир) | 1:0      | «Будівельник» (Полтава) |
| Одеса      | «Чорноморець» (Одеса)    | 1:1, 2:1 | «Фрунзенець» (Суми)     |

## Півфінал
Півфінальні матчі відбулися 16-го листопада.
| Місто   | Команда               | Рахунок | Команда                  |
| ------- | --------------------- | ------- | ------------------------ |
| Вінниця | «Локомотив» (Вінниця) | 0:3     | «Шахтар» (Донецьк)       |
| Одеса   | «Чорноморець» (Одеса) | 1:2     | «Автомобіліст» (Житомир) |

## Фінал
| 19.11.1972 |

| «Автомобіліст» (Житомир) | 1 – 0 | «Шахтар» (Донецьк) |
| ------------------------ | ----- | ------------------ |
| Котов 91'                |       |                    |

| Київ |

«Автомобіліст»: Валентин Журба, Валерій Козинець, Петро Білий, Борис Кравчук, Віталій Горбач, Віктор Пестриков, Микола Пінчук, Віталій Сладковський (Юрій Соловйов, 55), Микола Васютін, Юрій Несміян (Анатолій Котов, 73), Василь Зеленський.
«Шахтар»: В'ячеслав Чанов, Валерій Яремченко, Геннадій Курганов (Валерій Горбунов, 74), Володимир Білоусов, Юрій Губич, Віктор Кащей, Олександр Васін, Анатолій Коньков, Віктор Прокопенко (Володимир Шевчук, 68), Юрій Дудинський (Леонід Ключик, 70), Володимир Сафонов. Тренер: Олег Базилевич.